# Walter Moraes

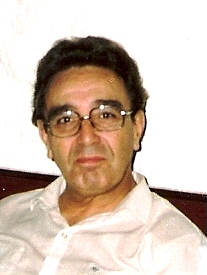

Walter Moraes (13 de noviembre de 1934 Catanduva , São Paulo, Brasil — 17 de noviembre de 1997 Diadema, São Paulo, Brasil), fue un jurista, pensador católico, libre-docente y profesor Adjunto del Departamento de Derecho Civil de la Facultad de Derecho de la Universidad de São Paulo, Magistrado del Tribunal de Justicia de Sao Paulo. 
Estudió en el seminario menor de la Congregación del Verbo Divino. En 1959, se casó con Sonia dos Santos Moraes con quien tuvo dos hijos. Se graduó en Filosofía y Derecho por la Universidad de São Paulo. Inició su carrera como juez en las ciudades de Casa Branca, Quatá y Campos do Jordao. 
En Brasil fue pionero en varios campos del Derecho tales como Derecho de Autor, Derecho a la propia imagen y Derecho de Familia y sucesiones. En conjunto con el Prof. Antonio Chaves, colaboró en la reformulación del Código de Menores que estuvo vigente en Brasil antes del actual "Estatuto de la Niñez y del Adolescente". Sostuvo jurídicamente los derechos del nascituro demostrando la falacia de los argumentos en favor de la descriminalización del aborto en su artículo "El Problema de la Autorización Judicial para el Aborto" y en la célebre conferencia "La Farsa del Aborto Legal" proferida en la Cámara de Diputados el 24 de septiembre de 1997, menos de dos meses antes de su muerte.
Fue representante de Brasil en varios eventos internacionales, director de redacción de la Revista Interamericana de Derecho Intelectual, secretario del Instituto Interamericano de Derecho de Autor , correspondiente brasileño de la European Intellectual Property Review, miembro del Consejo editorial de la Revista de Derecho Civil, de la Société de Legislation Comparée, del Internationale Gesellschaft für Urheberrecht, de la Associación Internacional de Derecho de la Familia y de las Sucesiones, del Instituto de los Abogados de Sao Paulo, del Instituto Brasileño de Propiedad Intelectual. 
Autor de diversos libros y artículos: "Adopción y Verdad", "Artistas Intérpretes y Ejecutantes", "Posición Sistemática de Derecho de los Artistas Intérpretes", "Programa de Derecho del Menor I", "Código de Menores Anotado", "Cuestiones de Derecho de Autor, Sociedad Civil Estricta", "Teoria General y Sucesión Legitima", "Programa de Derecho de las Sucesiones", "Concepción Tomista de Persona" y "El Problema de la Autorización Judicial para el Aborto".